# My Man Godfrey
My Man Godfrey és una comèdia d’embolics dirigida per Gregory La Cava i protagonitzada per William Powell i Carole Lombard, anys després que la parella es divorciés. Va ser la primera pel·lícula que va ser nominada en les quatre categories actorals. Basada en la novel·la curta “1101 Park Avenue” d’Eric S. Hatch es va estrenar el 6 de setembre del 1936. El 1999, el National Film Registry de la Biblioteca del Congrés dels Estats Units la va seleccionar per a la seva preservació degut al seu interès cultural, històric o estètic.

## Argument
Cornelia i Irene Bullock pertanyents a la bona societat de Nova York participen en un concurs organitzat per l'hotel Waldorf-Ritz i entre les proves han de portar algú negligit per la societat. Per això van a un barri marginal de la ciutat a l’East River i es troben amb Godfrey Parke. Insultat per la presumptuosa oferta de cinc dòlars de Cornelia, Godfrey la desdenya totalment però queda encantat amb la seva germana Irene i accepta ser lliurat com a "troballa". Irene guanya el concurs, però en Godfrey fastiguejat per l'actitud de poc respecte de la multitud adinerada, se’n torna a l'abocador. Irene, però, que ha quedat encantada amb Godfrey, el contracta com a majordom de la família, malgrat que Cornelia promet que li farà la vida impossible.
A la casa hi ha la seva mare, Angélica, que és una dona despistada que dona suport a un protegit emigrant anomenat Carlos, un canalla que fa imitacions de goril·les i es menja tot el que està a la vista. Irene s'encarrega de la seva mare, i el seu pare Alexander es preocupa per l'extravagància de la seva família. Irene s'enamora de Godfrey i li fa un petó, però ell l'amonesta i ella s'enfada. Irene organitza una berenada pels seus amics i un dels convidats, Tommy Gray, reconeix en Godfrey com un vell company de la universitat. Per tal de mantenir el seu passat en secret, Tommy afirma que Godfrey era el seu servent i que està casat i té cinc fills. Irene queda horroritzada per aquesta revelació i, per despit, de sobte anuncia el seu compromís amb Charlie Van Rumple, un jove hereu a qui havia rebutjat només uns instants abans.
Tommy i Godfrey es retroben en privat per dinar i ens assabentem que Godfrey pertany a una antiga família rica de Boston. Li explica a Tommy que ha esdevingut un pària de la societat per pròpia elecció després d'una amarga decepció amorosa. Més tard, Cornelia intenta acomiadar Godfrey amagant les seves perles sota el llit d’aquest i trucant la policia, però una recerca no revela res. Alexander, sospitant dels motius de la seva filla, anima la policia a abandonar l'assumpte.
Irene trenca el seu compromís i marxa amb Cornelia a fer un llarg viatge per Europa. Mentrestant, Godfrey retorna de visita al barri marginal amb Tommy, on dissenyen un pla per convertir els aquells homes oblidats en treballadors. Quan Irene torna d'Europa, encara està enamorada de Godfrey i se sent deprimida. Després que Alexander, el pare, anunciï que està arruïnat, Godfrey sorprèn a tothom dimitint i revelant que havia pres les perles del seu llit per utilitzar-les com a garantia per a les accions que jugava en nom d'Alexander, salvant així la fortuna familiar. Torna les perles a Cornelia, que demana disculpes per haver-lo tractat malament. Després d'haver après alguna cosa de cada membre de la família, Godfrey s'acomiada d'ells i torna a l’East River, que construït un night club que dona feina als seus ex-companys. Irene el segueix i s'encarrega decididament de la neteja. Tommy, conscient de les intencions d’Irene, envia l'alcalde a l'oficina de Godfrey i aquest, per a sorpresa d'un Godfrey atònit, els casa.

## Repartiment
- William Powell (Godfrey)
- Carole Lombard (Irene Bullock)
- Alice Brady (Angelica Bullock)
- Gail Patrick (Cornelia Bullock)
- Mischa Auer (Carlo)
- Jean Dixon (Molly)
- Eugene Pallette (Alexander Bullock)
- Alan Mowbray (Tommy Gray)
- Pat Flaherty (Mike Flaherty)
- Robert Light (George)
- Grady Sutton (Charlie Van Rumple)
- Franklin Pangborn (arbitre del concurs)
- Bess Flowers (Mrs. Merriweather)
- Grace Fields (convidada)
- Jane Wyman (convidada)

## Premis i nominacions

### Nominacions[6]
- Oscar a la millor direcció (Gregory La Cava)
- Oscar al millor guió (Eric Hatch, Morrie Ryskind)
- Oscar al millor actor (William Powell)
- Oscar al millor actor de repartiment (Mischa Auer)
- Oscar a la millor actriu (Carole Lombard)
- Oscar a la millor actriu secundària (Alice Brady)